# Goshun
Goshun, egentligen Matsumura Gekkei, född 1752, död 1811, var en japansk målare och poet.
Goshun var grundare av Shijoskolan. Han var elev till Yosa Buson men slöt sig i sin stil närmast till Maruyama Ōkyo. Goshun försökte framför allt smälta samman tidens båda stora konstriktningar, den realistiska vars mästare Ōkyo var och den litterära idealismen, som Buson representerade. Han räknas som en av sin tids främsta japanska konstnärer.